# 1896年夏季奧林匹克運動會田徑比賽—男子三級跳遠
在1896年夏季奧林匹克運動會田徑比賽中，男子三級跳遠於1896年4月6日舉行，是本屆奧運會第二項舉行的比賽項目，緊接著男子100米預賽第一組進行，比賽共有來自5個國家的7名運動員參與比賽。最終美國選手詹姆斯·康诺利以13.71米獲得金牌，成為現代奧運會歷史上第一位冠軍。
詹姆士·康諾利其實是哈佛大学古代語言系一年級學生，未有獲得校方同意到雅典參加奧運會，即使奪得現代奧運會第一金他仍被哈佛大学开除，直到1949年他獲得哈佛大学名誉博士学位。

## 比賽成績
| 名次 | 運動員            | 國家   | 成績    |
| ---- | ----------------- | ------ | ------- |
| 1    | 詹姆斯·康诺利     | 美国   | 13.71米 |
| 2    | Alexandre Tuffèri | 法国   | 12.70米 |
| 3    | Ioannis Persakis  | 希腊   | 12.52米 |
| 4    | Alojz Sokol       | 匈牙利 | 11.26米 |
| 5    | 卡尔·舒曼         | 德国   | 不詳    |
| 6-7  | 弗里茨·霍夫曼     | 德国   | 不詳    |
| 6-7  | Khristos Zoumis   | 希腊   | 不詳    |